# Lamprosema epicapna
Lamprosema epicapna là một loài bướm đêm trong họ Crambidae.